# Željko Jovanović
Željko Jovanović (ur. 26 listopada 1965 w Rijece) – chorwacki polityk, lekarz i samorządowiec narodowości serbskiej, parlamentarzysta, od 2011 do 2014 minister nauki, edukacji i sportu.

## Życiorys
W 1990 ukończył studia medyczne na Uniwersytecie w Rijece. Na tej samej uczelni uzyskiwał magisterium (1995) i doktorat (2005) z nauk biomedycznych, a w 2005 także magisterium z zakresu zarządzania. W latach 1989–1990 jako przedstawiciel studentów był członkiem władz Uniwersytetu w Rijece. Od 1990 praktykował jako lekarz, wykładał także na uczelniach w Rijece i Osijeku. Pracował też na kierowniczych stanowiskach w koncernach medycznych (w tym w Hoffmann-La Roche).
Zaangażował się w działalność polityczną w ramach Socjaldemokratycznej Partii Chorwacji. W latach 1990–1992 po raz pierwszy zasiadał w Zgromadzeniu Chorwackim. Od 1993 był wybierany na radnego miejskiego Rijeki, był wiceprzewodniczącym rady miejskiej, a od 2009 do 2011 pełnił funkcję zastępcy burmistrza. W 2007 ponownie uzyskał mandat posła do chorwackiego parlamentu, z powodzeniem ubiegał się o reelekcję w wyborach w 2011.
W grudniu 2011 objął urząd ministra nauki, edukacji i sportu w rządzie Zorana Milanovicia, który sprawował do czerwca 2014. Powrócił następnie do wykonywania mandatu deputowanego, który utrzymywał na kolejne kadencje w 2015 i 2016. W 2020 znalazł się poza parlamentem. W 2024 nie został również ponownie wybrany na posła, mandat objął jednak na początku XI kadencji w miejsce innego z deputowanych.